# The Last Amazing Grays
The Last Amazing Grays – dziesiąty singel fińskiego zespołu power metalowego Sonata Arctica. Pochodzi z najnowszej płyty pt. The Days of Grays.

## Spis utworów
1. The Last Amazing Grays (single edit)
2. Flag in the Ground (video edit)
3. The Last Amazing Grays (orchestral version)